# Heureux Mortels
Pour plus de détails, voir Fiche technique et Distribution.
Heureux mortels (This Happy Breed) est un film britannique réalisé par David Lean et sorti en 1944. Il s'agit d'une adaptation de la pièce de théâtre This Happy Breed (1939) de Noël Coward.
Il met en scènes les Gibbons, une famille appartenant à la classe moyenne et vivant dans les faubourgs du sud de Londres, durant l'entre-deux-guerres. Le film est un immense succès commercial à sa sortie au Royaume-Uni.

## Synopsis
En 1919, à la fin de la Première Guerre mondiale, Frank Gibbons retrouve sa femme Ethel et leurs trois enfants, Reg, Vi et Queenie. La famille, issue de la classe moyenne, emménage alors dans le quartier de Clapham, dans la banlieue sud de Londres. Ils sont accompagnés de la tante Sylvia et de la mère d'Ethel. Durant deux décennies, ils vont traverser des moments de bonheur et de drames, jusqu'à ce que se profile la Seconde Guerre mondiale.

## Fiche technique
Sauf indication contraire, les informations mentionnées dans cette section peuvent être confirmées par la base de données cinématographiques IMDb,  présente dans la section « Liens externes ».
- Titre français : Heureux mortels
- Titre original : This Happy Breed
- Réalisation : David Lean, assisté de George Pollock
- Scénario : Anthony Havelock-Allan, David Lean et Ronald Neame, d'après la pièce de théâtre de Noël Coward
- Photographie : Ronald Neame
- Musique : Muir Mathieson et Clifton Parker
- Montage : Jack Harris
- Production : Noël Coward et Ronald Neame
- Sociétés de production : Two Cities Films et Noel Coward-Cineguild
- Distribution : Eagle-Lion Films (Royaume-Uni), Gaumont-Eagle Lion (Belgique), Universal Pictures (États-Unis)
- Pays d'origine :  Royaume-Uni
- Format : Couleur (Technicolor) - 1,37:1
- Genre : Comédie dramatique
- Durée : 114 minutes
- Dates de sortie[1] : 
  - Royaume-Uni : 7 août 1944
  - France : 14 janvier 1948

## Distribution
- Robert Newton : Frank Gibbons
- Celia Johnson : Ethel Gibbons
- Amy Veness : Mme Flint
- Alison Leggatt : Tante Sylvia
- Stanley Holloway : Bob Mitchell
- John Mills : Billy Mitchell
- Kay Walsh : Queenie
- Eileen Erskine : Vi
- John Blythe : Reg Gibbons
- Guy Verney : Sam Leadbitter
- Laurence Olivier : le narrateur (voix — non crédité)

## Production
Le film constitue la première réalisation en solitaire pour David Lean, après Ceux qui servent en mer (1942), coréalisé avec Noël Coward (l'auteur de la pièce originale). David Lean tourne par ailleurs pour la première fois en couleur.
David Lean voulait Robert Donat pour le rôle de Frank Gibbons.
Le tournage a lieu de février à avril 1943. Il se déroule à Londres (Clapham, Marble Arch, Mayfair, ...) ainsi que dans les Denham Film Studios.

## Distinction
Celia Johnson reçoit le prix de la meilleure actrice aux National Board of Review Awards 1947.

## Accueil
Le film est le plus gros succès commercial britannique de 1944[réf. nécessaire].

## Postérité
Le film influencera Life Is Sweet (1990) de Mike Leigh, une autre étude intimiste et attachante d'une famille du sud de Londres, et dans laquelle d'ailleurs une réplique — « Capitalist! » — est réutilisée et prononcée exactement de la même façon que dans Heureux mortels par le personnage de Nicola[réf. nécessaire].